# Zineddine Boutmène
Zineddine Boutmène (en arabe : زين الدين بوتمان) est un footballeur algérien né le 21 octobre 2000 à Hussein Dey en Algérie. Il évolue au poste d’ailier droit au CR Belouizdad.

## Statistiques
| Saison                | Club                  | Championnat           | Championnat | Championnat | Championnat | Coupe(s) nationale(s) | Coupe(s) nationale(s) | Coupe(s) nationale(s) | Compétition(s) continentale(s) | Compétition(s) continentale(s) | Compétition(s) continentale(s) | Compétition(s) continentale(s) | Total | Total | Total |
| Saison                | Club                  | Division              | M.          | B.          | P.d.        | M.                    | B.                    | P.d.                  | Comp.                          | M.                             | B.                             | P.d.                           | M.    | B.    | P.d.  |
| 2018-2019             | NA Hussein Dey        | Ligue 1               | 6           | 0           | 0           | -                     | -                     | -                     | -                              | -                              | -                              | -                              | 6     | 0     | 0     |
| 2019-2020             | NA Hussein Dey        | Ligue 1               | 18          | 1           | 5           | 1                     | 0                     | 0                     | -                              | -                              | -                              | -                              | 19    | 1     | 5     |
| 2020-2021             | Club Africain         | Ligue 1               | 0           | 0           | 0           | 0                     | 0                     | 0                     | -                              | -                              | -                              | -                              | 0     | 0     | 0     |
| 2020-2021             | ES Sahel              | Ligue 1               | 9           | 2           | 1           | 2                     | 0                     | 0                     | -                              | -                              | -                              | -                              | 11    | 2     | 1     |
| 2021-2023             | ES Sahel              | Ligue 1               | 16          | 1           | 0           | 1                     | 0                     | 0                     | C1                             | 5                              | 0                              | 0                              | 22    | 1     | 0     |
| Total sur la carrière | Total sur la carrière | Total sur la carrière | 49          | 4           | 6           | 4                     | 0                     | 0                     | -                              | 5                              | 0                              | 0                              | 58    | 4     | 6     |

### En sélection nationale
| Saison                | Sélection             | Phases finales        | Phases finales | Phases finales | Phases finales | Éliminatoires CDM | Éliminatoires CDM | Éliminatoires CDM | Éliminatoires CAN | Éliminatoires CAN | Éliminatoires CAN | Matchs amicaux | Matchs amicaux | Matchs amicaux | Total | Total | Total |
| Saison                | Sélection             | Compétition           | M              | B              | Pd             | M                 | B                 | Pd                | M                 | B                 | Pd                | M              | B              | Pd             | M     | B     | Pd    |
| --------------------- | --------------------- | --------------------- | -------------- | -------------- | -------------- | ----------------- | ----------------- | ----------------- | ----------------- | ----------------- | ----------------- | -------------- | -------------- | -------------- | ----- | ----- | ----- |
| 2021-2022             | Algérie               | Coupe arabe 2021      | 4              | 0              | 0              | -                 | -                 | -                 | -                 | -                 | -                 | -              | -              | -              | 4     | 0     | 0     |
| Total sur la carrière | Total sur la carrière | Total sur la carrière | 4              | 0              | 0              | -                 | -                 | -                 | -                 | -                 | -                 | -              | -              | -              | 4     | 0     | 0     |

### Matchs internationaux
La liste ci-dessous dénombre toutes les rencontres de l'Équipe d'Algérie de football auxquelles Zinedine Boutmène prend part, du 1er décembre 2021 jusqu'à présent.

## Palmarès

### En club
- Championnat de Tunisie
  - Champion :2023

### En sélection nationale
Algérie A'
- Coupe arabe des nations (1) :
  - Vainqueur : 2021.